# Atikonak Lake
Atikonak Lake är en sjö i Kanada.   Den ligger i provinsen Newfoundland och Labrador, i den östra delen av landet, 1 100 km nordost om huvudstaden Ottawa. Atikonak Lake ligger 485 meter över havet. Arean är 431 kvadratkilometer. Den sträcker sig 65,4 kilometer i nord-sydlig riktning, och 42,8 kilometer i öst-västlig riktning.
Trakten runt Atikonak Lake är nära nog obefolkad, med mindre än två invånare per kvadratkilometer.